# Салганик, Мариам Львовна
Мариам Львовна Салганик (известна также как Мириам или Мира Салганик; 30 ноября 1930 — 5 июня 2019) — российский индолог, переводчица

 с урду, хинди и английского языков. Удостоена правительственной награды Индии — ордена Падма Шри (2007).
В 1956—1986 гг. сотрудница Иностранной комиссии Союза писателей СССР.
Переводила труды Рамакришны, Свами Вивекананды, Ауробиндо. В её переводе вышел ряд произведений современных писателей Индии, Пакистана и Бангладеш, среди них «Огнепоклонники» Бапси Сидхва, «Дела семейные» Рохинтона Мистри и другие. В журнале «Иностранная литература» опубликованы её переводы романов «Самскара» Ананты Мурти [1984, № 12], «Король Яяти» В. С. Кхандекара [1988, № 5-7], а также её статьи «Алогизм повседневности» [1983, № 9], «Гармония ислама. Заметки на полях одной книги» [1992, № 5-6], «Кришнамурти — кто он?» [1993, № 9], «Относительность прошлого» [1993, № 9] и другие. Составила сборник индийского фольклора «Сказки попугая» (1992).
По мнению Е. П. Челышева, Салганик была основательницей русской школы перевода с языков Индии. Фаиз Ахмад Фаиз, с творчеством которого Салганик познакомила русского читателя, посвятил ей свой сборник «На краю Синайской пустыни» (урду سرِ وادیِ سینا‎; 1971).
Была близко дружна с композитором Микаэлом Таривердиевым, который называл её своей сестрой; написала аннотацию к опере Таривердиева «Граф Калиостро», вышедшей двойным альбомом на фирме «Мелодия».